# Losing My Religion
«Losing My Religion» (en català, literalment, «perdent la meva religió»; expressió del sud dels Estats Units que en traducció lliure podria equivaler a «perdent la xaveta») és una cançó de la banda estatunidenca de rock alternatiu R.E.M.. Es va llançar com el primer senzill del seu àlbum de 1991 Out of Time. Basada en un ostinato de mandolina, va ser un èxit inesperat del grup, per la seva àmplia difusió a través de la ràdio i l'MTV pel seu vídeo promocional, aclamat per la crítica. La cançó va ser el tema de R.E.M. a que va assolir la posició més alta als Estats Units, arribant a la quarta posició del Billboard Hot 100 i expandint la popularitat del grup. Va rebre diverses nominacions en els premis Grammy i va guanyar-ne dos en les categories de millor interpretació pop d'un duo o grup amb vocalista i millor vídeo musical curt. Aquest es basa en el conte «Un señor muy viejo con unas alas enormes» de Gabriel García Márquez.

## Context

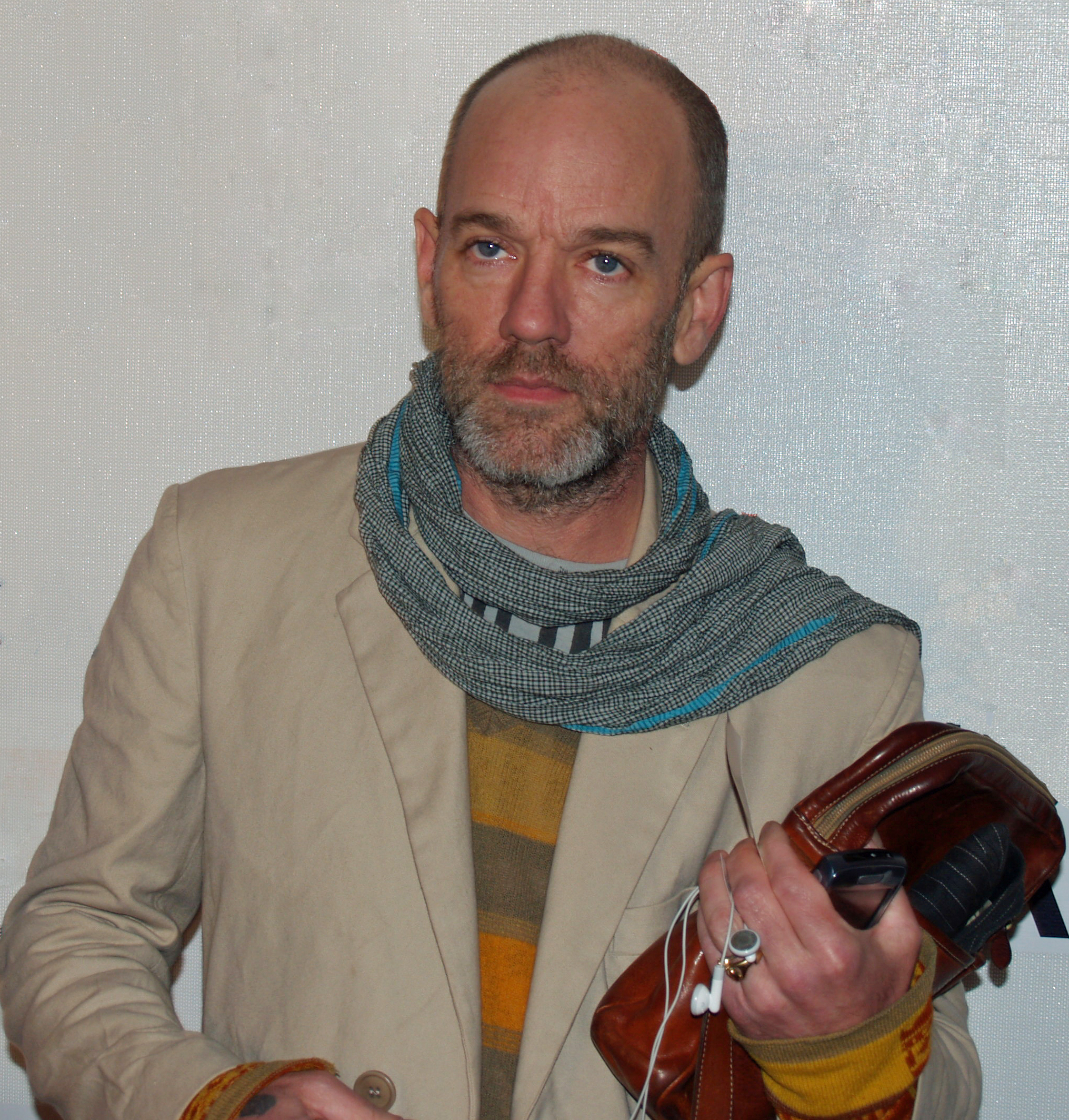
La veu de Michael Stipe es va gravar en una sola presa.

El guitarrista Peter Buck va compondre l'ostinato principal i la tornada en una mandolina mentre mirava la televisió un dia. Buck havia comprat l'instrument recentment i estava intentant aprendre a tocar-lo, gravant-se mentre practicava. Sobre això, va dir: «Quan vaig tornar a escoltar a l'endemà, hi havia un grapat de coses que eren jo aprenent a tocar la mandolina i després estava el que es va convertir en «Losing My Religion», i després un grapat més de mi aprenent a tocar la mandolina ».
L'enregistrament del tema va començar al setembre de 1990 al Bearsville Studio A de Woodstock, Nova York. La cançó presenta arranjaments creats en l'estudi, de mandolina, baix elèctric i bateria. El baixista Mike Mills va idear una línia de baix inspirada en el baixista de Fleetwood Mac John McVie; tal com va reconèixer, no va poder idear-ne una per a la cançó que fos original. Buck va comentar sobre els arranjaments de la cançó que «donaven una sensació de buit. No hi ha una gamma mitjana, simplement molt sofisticats o molt poc, perquè Mike solia tocar bastant a poc a poc el baix». La banda va decidir que el guitarrista de gires Peter Holsapple toqués la guitarra acústica durant la gravació. Buck va comentar: «Va ser realment genial: Peter i jo estaríem en la nostra petita cabina, donant-ho tot, i Bill i Mike estarien a l'altra habitació anant a per això. Simplement, era una sensació màgica». La veu del cantant Michael Stipe es va gravar en una sola presa. La instrumentació de corda orquestral, arranjada per Mark Bingham, va ser afegida per membres de l'Orquestra Simfònica d'Atlanta en els Soundscape Studios a Atlanta, Geòrgia, l'octubre de 1990.

## Descripció
«Losing My Religion» es basa en la interpretació de mandolina de Peter Buck, qui va dir: «Les estrofes són el tipus de coses que R.E.M. fa servir molt, anant d'un [acord] menor a un altre, com aquells acords de «Driver 8». Realment no pots dir res dolent de mi menor, la menor, re i sol -Vull dir, són simplement bons acords». Buck també va comentar que «Losing My Religion» era «probablement la cançó amb so més típicament de R.E.M. enregistrada. Estem tractant d'allunyar-nos d'aquest tipus de cançons, però com he dit abans, aquests són bons acords». A la cançó també hi ha passatges d'instruments de corda.
A la cançó Michael Stipe canta els versos «That's me in the corner/That's me in the spotlight/Losing my religion» («Sóc aquí jo al racó / Aquí estic jo en el focus d'atenció / Perdent la meva religió »). La frase «Losing my religion» (en català, literalment, «perdent la meva religió») és una expressió de sud dels Estats Units que significa perdre les maneres o arribar al límit de la paciència. Stipe va dir al New York Times que el tema tracta sobre l'expressió romàntica. A més, va esmentar a Q que tractava sobre «algú que sospira per una altra persona. És amor no correspost, que t'atrapa». Stipe va comparar l'argument de la seva cançó amb «Every Breath You Take» de The Police, dient «és simplement una clàssica cançó pop sobre l'obsessió. Sempre he cregut que les millors cançons són les que qualsevol pot escoltar, posar-se en aquest lloc i dir "Sí, aquest sóc jo" ».

## Llançament i recepció

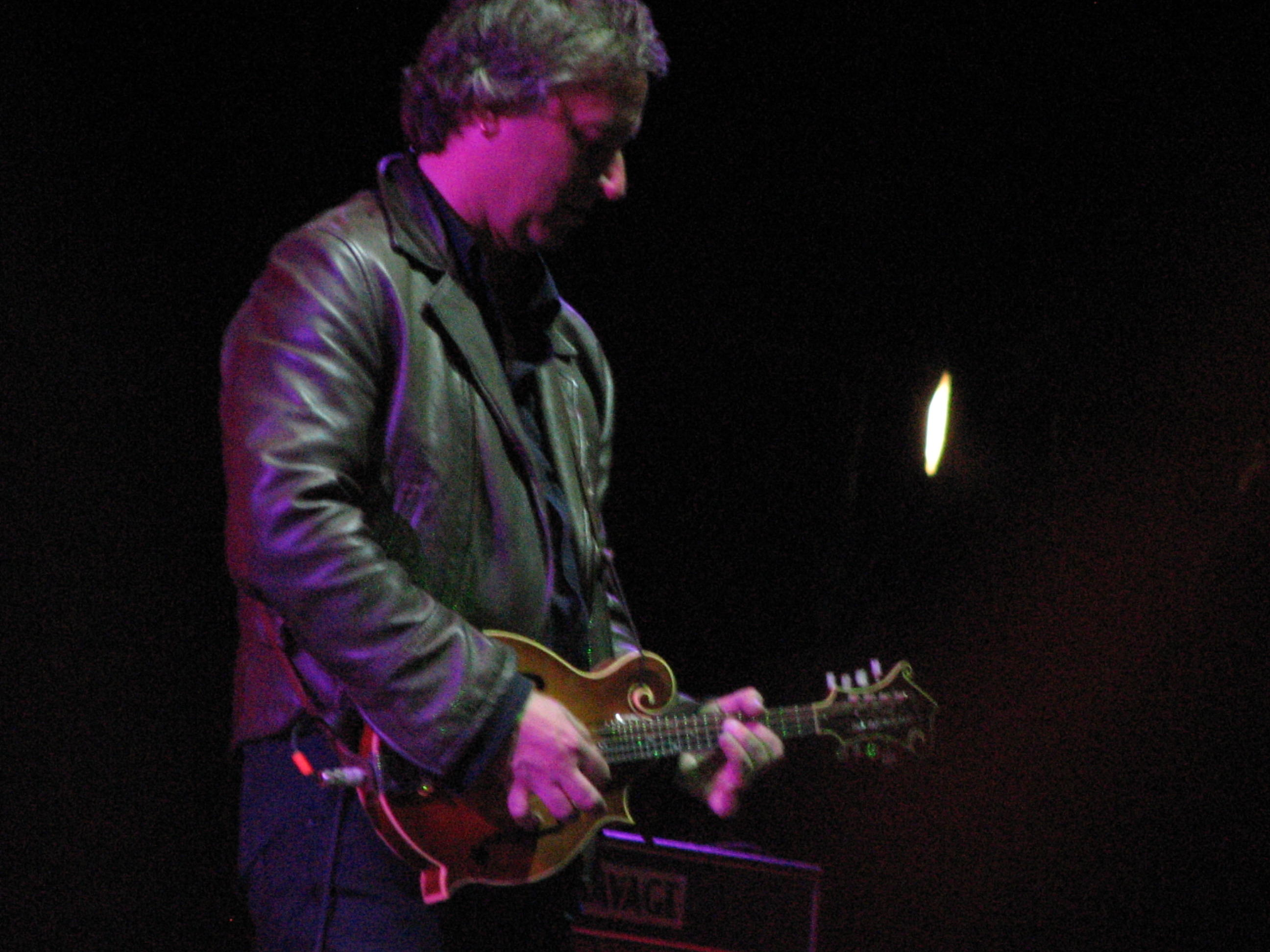
Peter Buck tocant l'ostinato de la cançó amb la seva mandolina el 2008.

«Losing My Religion» es va llançar el 19 de febrer de 1991 als Estats Units com el principal senzill del seu àlbum proper Out of Time. La discogràfica de la banda, Warner Bros. Records, tenia dubtes sobre l'elecció del grup de treure la cançó com a primer senzill. Steven Baker, el vicepresident de la gestió de productes en aquell moment, va dir que hi va haver «discussions llargues, dilatades» sobre llançar un «tema no convencional» com aquest com a senzill fins que la discogràfica hi va accedir. Ja que la banda va decidir no sortir de gira per promocionar Out of Time, van visitar emissores de ràdio, van donar nombroses entrevistes amb la premsa i van aparèixer a l'MTV per promocionar el senzill. Mentrestant, la Warner Bros va treballar per a poder mostrar la cançó en estacions de ràdio estudiantils, de rock modern i melòdic abans de presentar-la als Top 40 nord-americans, on va esdevenir un èxit. Un director de programa d'una emissora d'aquest país va afirmar que «la cançó travessa les fronteres de ser simplement un tema de rock alternatiu»; va admetre també que «Losing My Religion» va ser «una cançó difícil de situar en el programa, no es pot emetre LL Cool J després. Però és una autèntica cançó pop -la pots ballar ».
«Losing My Religion» fou l'èxit més gran de R.E.M. als Estats Units, ja que va arribar a la quarta posició del Billboard Hot 100. El senzill va romandre en la llista durant 21 setmanes. Va arribar al lloc 19 a la UK Singles Chart, i va assolir les posicions 16 i 11 al Canadà i Austràlia, respectivament. Anys més tard, Mills va afirmar: «Sense "Losing My Religion", Out of Time hagués venut dos o tres milions [de còpies], en comptes de deu [milions de còpies] com ho va fer. Però el fenomen que sigui un èxit a nivell mundial és una cosa estranya a considerar. Bàsicament, va ser un èxit en gairebé tots els països civilitzats del món». L'èxit de la cançó i de l'àlbum va expandir la popularitat de la banda. Quan li van preguntar si pensava que l'èxit del tema podria allunyar seguidors més antics, Buck va dir a la Rolling Stone: «La gent que va canviar d'opinió per «Losing My Religion» simplement pot besar-me el cul».
La cançó va rebre bones crítiques. El senzill es va situar en segon lloc en l'enquesta anual de crítics de Village Voice, després del senzill de Nirvana «Smells Like Teen Spirit». R.E.M. va rebre nominacions en set categories en l'edició dels premis Grammy de 1992. «Losing My Religion» va obtenir per la seva banda algunes nominacions, incloses les de gravació de l'any i cançó de l'any. La cançó va guanyar dos premis: millor interpretació pop d'un duo o grup amb vocalista i millor vídeo musical curt. El 2004, Rolling Stone la va situar en el lloc 169 en la seva llista de les 500 millors cançons de tots els temps. El 2009, Blender la va situar en el lloc 79 de les Millors cançons des que vas néixer.

## Vídeo musical
El vídeo musical per a «Losing My Religion» fou dirigit per Tarsem Singh. A diferència dels anteriors videos del grup, Stipe va estar d'acord a fer-hi sincronia de llavis. El vídeo es va gestar com una combinació d'idees de Stipe i Singh. El cantant volia que el vídeo fos senzill, semblant al de Sinéad O'Connor «Nothing Compares 2 U». Singh volia crear un vídeo en l'estil de cert tipus de filmació hindú, on tot seria «melodramàtic i de somni», segons Stipe.
Comença amb una breu seqüència dins d'una habitació fosca en la qual entra aigua des d'una finestra oberta. Buck, Berry i Mills corren per l'habitació, mentre que Stipe roman assegut. Una gerra de llet cau des de l'ampit i s'estavella contra el terra, moment en què la cançó comença. Singh es va inspirar en el pintor italià Caravaggio i el director de cinema rus Andrei Tarkovsky. El vídeo està ple d'imatgeria religiosa com ara Sant Sebastià i deïtats hindús, representats en una sèrie de tableaux.
El vídeo va estar nominat en nou categories en l'edició de 1991 dels premis MTV. Hi va guanyar sis premis: millor vídeo de grup, millors efectes especials en un vídeo, millor direcció artística, millor direcció i millor edició. «Losing My Religion» també es va situar en el primer lloc de la categoria de vídeos musicals en l'enquesta de crítics de 1991 Pazz & Jop.

## Llista de cançons
Totes les cançons van ser compostes per Bill Berry, Michael Stipe, Peter Buck i Mike Mills, excepte en els casos on s'indica.
| 1. | «Losing My Religion» | 4:29 |
| 2. | «Rotary Eleven»      | 2:32 |

| 1. | «Losing My Religion»                 | 4:29 |
| 2. | «Rotary Eleven»                      | 2:32 |
| 3. | «After Hours» (Lou Reed, en directe) | 2:08 |

| 1. | «Losing My Religion»                | 4:29 |
| 2. | «Stand» (en directe)                | 3:21 |
| 3. | «Turn You Inside-Out» (en directe)  | 4:23 |
| 4. | «World Leader Pretend» (en directe) | 4:24 |

| 1. | «Losing My Religion»                              | 4:29 |
| 2. | «Fretless»                                        | 4:51 |
| 3. | «Losing My Religion» (versió acústica en directe) | 4:38 |
| 4. | «Rotary Eleven»                                   | 2:32 |